# Paršovice
Paršovice (en allemand : Parschowitz) est une commune du district de Přerov, dans la région d'Olomouc, en République tchèque. Sa population s'élevait à 399 habitants en 2020.

## Géographie
Paršovice se trouve à 4 km au nord-est du centre de Hranice, à 19 km à l'est-nord-est de Přerov, à 34,5 km à l'est-sud-est d'Olomouc et à 245 km à l'est-sud-est de Prague.
La commune est limitée par Hranice au nord et à l'est, par Opatovice à l'est, par Rakov, Horní Nětčice et Dolní Nětčice au sud, et par Týn nad Bečvou à l'ouest.

## Histoire
La première mention écrite de la localité date de 1059.

## Transports
Par la route, Paršovice se trouve à 5 km de Hranice, à 15 km de Přerov, à 32 km de Zlín, à 40 km d'Olomouc et à 300 km de Prague.